# 大吻鰕虎魚
大吻鰕虎（学名：Rhinogobius gigas），又名大吻鰕虎魚，为鰕虎科吻鰕虎魚屬下的一个种。

## 分布
本魚僅分布於臺灣北部及東部河川中下游。

## 特徵
本魚體延長，圓鈍而後方側扁，頭大，吻部寬鈍，雄魚吻部明顯長於雌魚，眼小而高。口裂大，向後斜下延伸至眼前緣垂線下方，體被櫛鱗，頰部及鰓蓋皆裸出，背鰭2個，雄魚第一背鰭以第二或第三棘最長，略延長呈絲狀，尾鰭圓形。體色為黃褐色，具6至7條黑褐色寬橫帶，腹部灰白，吻部有許多紅色或紅褐色斑點，體長可達8.1公分。

## 生態
本魚為初級淡水魚，多棲息在潭區或瀨區的岩石上，為河海洄游魚類，魚河川中游產卵，孵化後，仔魚隨河流漂流入海，成長約2公分後在洄游至河川中。屬肉食性，以小魚及小型底棲性無脊椎動物為食。

## 經濟利用
可食用或當觀賞魚。

## 扩展阅读
維基物種上的相關：大吻鰕虎魚